# 円華
新納 刃（しんのう はがね、1983年12月12日 - ）は、日本のプロレスラー。本名：八木 由貴（やぎ ゆうき）。

## 経歴
2002年2月20日、プエルトリコでTAKAみちのくを相手にMr.X No.3としてデビュー。
4月20日、KAIENTAI DOJOの旗揚げ戦にX No.3のリングネームで登場してX'sに所属。
2003年10月25日、UWA世界ミドル級王座の奪取を機にSUPER-Xに改名してX'sを離脱。
11月23日、マイク・リーJr.とのタッグでUWA&UWFインターコンチネンタルタッグ王者となった。
12月13日、MIYAWAKI&真霜拳號&十島くにお&マイク・リーJr.&山縣優とチームを組み「K-SURVIVORトーナメント」優勝。
2005年、2リーグ制に伴いRAVE所属となる。New Standardの一員として活躍。
2006年11月、真霜拳號のタッグパートナーとして呼びかけに応じ、マスクを脱ぎ円華（まどか）に改名して新たに始動。New Standardを離脱。
2007年、ディファカップに真霜拳號とのタッグで出場。5月6日にディファ有明で行われた決勝戦でDDTプロレスリング所属のHARASHIMA&飯伏幸太組を破り優勝。
2008年3月2日、プロレスリングZERO1-MAX初参戦。真霜拳號とのタッグで佐々木義人&関本大介組が持つBJW認定タッグ王座に挑戦し奪取に成功。初防衛は成功するが、2度目の防衛に失敗。
8月9日、飯伏幸太からインディペンデント・ワールド・ジュニアヘビー級王座を奪取。
11月3日、後楽園ホール大会後に、2008年いっぱいでKAIENTAI DOJOを退団し、フリーとなることが発表された。
2011年4月3日、新日本プロレス後楽園ホール大会で田口隆祐のCMLL世界ウェルター級王座に挑戦したが、王座奪取は出来なかった。
4月8日、新日本プロレスが主催する若手主体の単発興行NEVERの「BEST OF THE SUPER Jr.」出場決定トーナメントに参戦して決勝まで進むが、タイチに敗れ本大会出場を逃す。
2012年4月15日、新日本プロレスが主催する若手主体の単発興行NEVERの「BEST OF THE SUPER Jr.」出場決定トーナメントに2年連続参戦して決勝まで進むが、ブラック・タイガー（7代目）に敗れて本大会出場を逃す。
9月6日、タイで、さくらえみが代表を務める我闘雲舞の旗揚げ戦に参戦。参戦後、さくらえみの要請を受けて臨時コーチに就任。
2013年、プロレスリングZERO1、大日本プロレス、ユニオンプロレスにフリーで参戦。大日本には1年ほど再びレギュラーで参戦し石川晋也と『チーム・ヘビーメタル』を結成して活躍した。アパッチプロレス軍でも橋本友彦が率いるデモリッションの一員となる。後に我闘雲舞で米山香織と『YMZ』を結成したことによりYMZが活動の中心となっている。
2014年2月、PSYCHOとプエルトリコデビュー12周年記念試合、4月に日本デビュー12周年記念試合を行う。
11月、ユニオンプロレスに度々参戦している理由を明かす。理由は「アイポケの試合に出るためにユニオンに上がっているんですよ。」ということであった。既にアイポケとの契約は終わっていたが円華本人がアイデアポケットを呼んでくると宣言し、立花はるみをDIVAとして呼び込みその後もユニオンプロレスに参戦。
2017年2月、株式会社MAKAIに所属した事と同時に、デビュー15周年になるということで、リングネームを円華から新納 刃（しんのう はがね）に改名した。
2022年11月30日、AEWに現地で初参戦を果たす。ジェイ・ブリスコの追悼大会として開催された興行に参加し、ウィーラー･ユウタの持つROHピュア王座に挑戦するが、王座奪取は出来なかった。

## 得意技
シューティングスタープレス
ランヒェイ
相手の片腕を取って雁之助クラッチのように自らの体に巻き付け、相手の脚を狩りながら自らも空中で1回転しマットに叩きつけてそのままフォールを奪いにいく。
BULLET RIDE
クリップラー・クロスフェイス
バズソーキック
仰向けになった相手の上半身を起こして相手の左側頭部を振り抜いた右足の甲で蹴り飛ばす。
各種キック

## 入場曲
- 初代 : Diving Action（SP-MORRY） ※「KAIENTAI DOJO vol.2」に収録
- 2代目 : Super-X ※キングレコード「KAIENTAI DOJO」に収録

## タイトル歴
KAIENTAI DOJO
- STRONGEST-K TAG王座
- インディペンデントワールド世界ジュニアヘビー級王座
- UWA世界ミドル級王座
- UWA&UWFインターコンチネンタルタッグ王座
- KAIENTAI DOJOという名のタッグリーグ戦優勝
- K-AWARD（年間最高試合賞タッグマッチ部門）

大日本プロレス
- BJW認定タッグ王座

ガンバレ☆プロレス
- GWC認定6人タッグ王座

プロレスリング我闘雲舞
- スーパーアジア王座

その他
- ディファカップ優勝

## メディア出演

### テレビ
- プロレスKING（GAORA）

### CM
- ファイト千葉キャンペーン（チバテレビ）

### 舞台
- BLUE DESTINY〜逢魔編〜（シアター・バビロンの流れのほとりにて）（2016年11月10日 – 2016年11月13日）[4]